# Cheaters - Tradimenti
Cheaters – Tradimenti è stato un reality show statunitense prodotto da The CW Plus e in onda dal 2000 al 2021, che proponeva di documentare, tramite filmati ripresi dagli investigatori del programma, i tradimenti delle coppie statunitensi. Lo show è stato realizzato per la maggior parte degli episodi in Texas.

## Storia
Lo show, creato da Bobby Goldstein, fece il suo debutto nel 2000. Fino al 2002 il presentatore era uno dei produttori del programma, Tommy Habeeb, ma in seguito ad un litigio con la produzione decise di lasciare lo show. A lui subentra, dal 2002 fino al 2012 Joey Greco. Dalla stagione 13 subentra come presentatore Clark James Gable, Peter Gunz è diventato l'ospite fino alla sua cancellazione nel 2021.

## Struttura
Una persona si rivolge al programma quando teme che il suo compagno o compagna stia portando avanti una relazione con un'altra persona. Una volta ricevuti maggiori dettagli, gli investigatori di Cheaters filmano, a sua insaputa, le azioni del sospettato. Nel momento in cui i filmati provano l'esistenza di un'altra relazione, lo show entra nel secondo segmento: il confronto. Quando gli investigatori rintracciano il ‘'traditore'’ con l'amante, questo/a viene accerchiato/a dal presentatore e da un gruppo di cameramen, oltre che dalla persona tradita, mostrando le immagini e video che inchiodano la sua infedeltà. Molto spesso i traditori reagiscono in maniera violenta nei confronti del presentatore e della troupe.

## Critiche
Nel 2002 il giornale Houston Press intervistò alcuni protagonisti dello show i quali affermarono di essere stati pagati per fingere il tradimento.

## Censure
L'uso di parolacce o di termini non appropriati per la televisione erano molto frequente nello show: per questo motivo, nella versione statunitense le espressioni improprie hanno censurato, oltre che col classico bip, anche attraverso l'offuscamento della bocca. Il doppiaggio italiano del reality, invece, non prevede la censura delle parolacce.

## Distribuzione internazionale
- Italia: In Italia il programma è stato trasmesso su Sky da You&Me (canale 149) ed in seguito in chiaro sul digitale terrestre da TV8.